# Ii Naokatsu
Ii Naokatsu (井伊 直勝?; 1590 – 24 agosto 1662) è stato un daimyō giapponese del periodo Edo, capo del clan Ii.

## Biografia
Figlio di Ii Naomasa, era conosciuto anche come Ii Naotsugu. Il suo nome d'infanzia fu Manchiyo (万千代).
Naokatsu ereditò la guida del clan dopo la morte del padre nel 1602. Sotto gli ordini di Tokugawa Ieyasu, Naokatsu completò la costruzione del castello di Hikone nel 1606, e poi vi si trasferì dal castello di Sawayama quando fu in gran parte completato. All'inizio dell'assedio di Osaka Naokatsu rimase fermo nel suo castello. Lo Shōgun Tokugawa Hidetada, irritato, lo sostituì mandando suo fratello Naotaka a combattere. Al termine dell'assedio a Naotaka furono assegnati tutti i possedimenti del clan Ii e anche la guida della famiglia. A Naokatsu fu comunque assegnato il feudo più piccolo di Annaka (Kōzuke, 80.000 koku) nel 1615 dove venne creato un nuovo ramo del clan Ii. Naokatsu si ritirò nel 1632, cedendo la guida a suo figlio Naoyoshi. Morì nella provincia di Ōmi nel 1662.
I suoi discendenti furono spostati più volte prima di avere le loro proprietà insediate a Itoigawa, nella provincia di Echigo.